# Hit the Freeway
A Hit the Freeway Toni Braxton amerikai énekesnő egyetlen kislemeze More Than a Woman című albumáról, mely az énekesnő ötödik albuma és negyedik stúdióalbuma. A dalban Loon rappel. A szám sikertelensége miatt nem jelent meg több kislemez az albumról, bár promóciós kislemezen az A Better Man és a Lies, Lies, Lies című számokat elküldték a rádióknak.

## Videóklip és remixek
A dal videóklipjében Braxton egy nőt alakít, aki elhagyja hűtlen partnerét. Braxton egy autóúton hajt, a férfi pedig követi.

## Hivatalos remixek, változatok listája
1. Hit the Freeway (Album Version) – 3:48
2. Hit the Freeway (A Cappella)
3. Hit the Freeway (Beatzworkin’ Remix)
4. Hit the Freeway (Extended Mix) – 6:27
5. Hit the Freeway (Goldtrix Remix)
6. Hit the Freeway (Hex Hector Club Vocal) – 8:35
7. Hit the Freeway (Instrumental Version)
8. Hit the Freeway (Pound Boys Club Mix) – 8:00
9. Hit the Freeway (Radio Edit) – 3:48
10. Hit the Freeway (Radio Edit – No Rap)

## Számlista
| CD maxi kislemez (USA; promó) 1. Hit the Freeway (Radio Edit) – 3:48 2. Hit the Freeway (No Rap) – 3:28 3. Hit the Freeway (Instrumental) – 4:47 CD maxi kislemez (USA, Európa, Ausztrália) 1. Hit the Freeway (Radio Edit) – 3:48 2. Hit the Freeway (Extended Mix) – 6:27 3. And I Love You – 4:02 4. Maybe (HQ² Radio Mix) – 3:19 5. Hit the Freeway (videóklip) CD maxi kislemez (Európa) 1. Hit the Freeway (Radio Version) – 3:48 2. Hit the Freeway (Goldtrix Remix) – 7:16 3. Hit the Freeway (Beatzworkin’ Remix) – 5:58 4. Hit the Freeway (videóklip) CD maxi kislemez (Tajvan) 1. Hit the Freeway (Radio Edit) – 3:48 2. Hit the Freeway (Extended Mix) – 6:27 3. And I Love You – 4:02 4. Maybe (HQ² Radio Mix) – 3:19 | 12" maxi kislemez (USA; promó) 1. Hit the Freeway (Hex Hector Club Vocal) – 8:35 2. Hit the Freeway (Pound Boys Club Mix) – 8:00 12" maxi kislemez (Egyesült Királyság) 1. Hit the Freeway (Radio Version) 2. Hit the Freeway (Beatzworkin’ Remix) 3. Hit the Freeway (Goldtrix Remix) 12" maxi kislemez (Egyesült Királyság) 1. Hit the Freeway (Radio Edit) – 3:48 2. Hit the Freeway (Sonik Gurus Mix) – 4:53 3. Hit the Freeway (Goldtrix Full Vocal Edit) – 7:17 12" maxi kislemez (Egyesült Királyság; promó) 1. Hit the Freeway (Goldtrix Club Edit) – 7:28 2. Hit the Freeway (Beatzworkin’ Remix) – 5:58 3. Hit the Freeway (Goldtrix Dub Edit) – 7:28 12" maxi kislemez (USA) 1. Hit the Freeway (Radio Edit) – 3:48 2. Hit the Freeway (Instrumental) – 4:47 3. Hit the Freeway (Album Version) – 4:50 4. Hit the Freeway (A cappella) – 4:48 |

## Helyezések
| Slágerlista (2002)                  | Legmagasabb helyezés |
| ----------------------------------- | -------------------- |
| USA Billboard Hot 100               | 86                   |
| USA Billboard Hot R&B/Hip-Hop Songs | 32                   |
| Ausztrál kislemezlista              | 46                   |
| Kanadai kislemezlista               | 32                   |
| Német kislemezlista                 | 56                   |
| Német Deutsche Black Charts         | 3                    |
| Svájci kislemezlista                | 38                   |
| Svéd kislemezlista                  | 40                   |
| Slágerlista (2003)                  | Legmagasabb helyezés |
| USA Billboard Hot Dance Club Play   | 2                    |
| Brit kislemezlista                  | 29                   |
| Dán kislemezlista                   | 17                   |